# Louis Dangeard
Louis Marie Bernard Dangeard (Poitiers, 29 de abril de 1898 — París, 15 de abril de 1987), geólogo y oceanógrafo francés. Fue hijo del botánico y micólogo Pierre Clément Augustin Dangeard. Su hermano fue el botánico Pierre Jean Louis Dangeard. Louis Dangeard fue uno de los fundadores de la oceanografía moderna. En su honor un valle submarino del canal de la Mancha fue llamado Fosse Dangeard.

## Datos biográficos
Dangeard nació en el año 1898 en Poiters, Francia, tuvo tres hermanos mayores. Su padre había llegado de Caen para aceptar un empleo en la Academia de Ciencias de Poitiers. Luego, en 1909, la familia se trasladó a París y el padre obtuvo un trabajo como profesor en la prestigiosa Academia de Ciencias de París.
En el año 1928 Louis Dangeard obtuvo su doctorado en la Academia de las Ciencias francesa en París con una tesis sobre la geología submarina del canal de la Mancha.
En 1930, se trasladó a la Universidad de Clermont-Ferrand y fue nombrado profesor titular de geología, pero pronto, en 1933, se trasladó a la costa de Normandía. Desde entonces fue profesor titular de la Universidad de Caen. Su obra científica trata materias como la sedimentología y la petrología.
En 1926, Louis Marie Bernard Dangeard se casó con Louise Marie Joseph Marcille (1902 – 1980). El matrimonio tuvo seis hijos: Henri, Yves, Alain, Anne, Armelle y Gilles Louise Marie. Se retiró en el año 1968 y murió 1987 en París a los 88 años.

## Reconocimientos
Louis Dangeard fue miembro de la Sociedad geológica de Francia. En 1955 fue presidente de tal sociedad.

## Obra
Louis Dangeard: La Normandie. Número 7 en la seria de Albert F. de Lapparant (Directeur de CNRS): Actualités Scientifiques et Industrielles 1140 Géologie Régionale de la France. Hermann & Cie, Paris 1951.